# استیو مینر
استیو مینر (انگلیسی: Steve Miner؛ زادهٔ ۱۸ ژوئن ۱۹۵۱) یک کارگردان اهل ایالات متحده آمریکا است.

## فیلم‌شناسی
- جمعه سیزدهم قسمت ۲ (۱۹۸۱)
- جمعه سیزدهم قسمت سوم (۱۹۸۲)
- خانه (۱۹۸۶)
- Soul Man (۱۹۸۶)
- Warlock (۱۹۸۹)
- Wild Hearts Can't Be Broken (۱۹۹۱)
- همیشه جوان (۱۹۹۲)
- My Father the Hero (۱۹۹۴)
- Big Bully (۱۹۹۶)
- هالووین اچ۲۰: ۲۰ سال بعد (۱۹۹۸)
- دریاچه وحشت (۱۹۹۹)
- Texas Rangers (۲۰۰۱)
- روز مردگان (۲۰۰۸)
- Private Valentine: Blonde & Dangerous (۲۰۰۸)